# Stegoperatorer
En stegoperator är inom linjär algebra (och dess tillämpning inom kvantmekanik), en ökande eller minskande operator som ökar eller minskar egenvärdet av en annan operator. Inom kvantmekaniken kallas ibland den ökande operatorn för skapelseoperator (eng. creation operator), och den minskande operatorn för annihilationsoperator.
Välkända tillämpningsområden för stegoperatorer inom kvantmekanik är i formalismen för kvantmekanisk harmonisk oscillator samt rörelsemängdsmoment.
Anta att två operatorer X och N har följande kommuteringsrelation:
{\displaystyle [N,X]=cX\,}
för någon skalär (ett vanligt tal, d.v.s. ingen matris) c, samt att {\displaystyle |n\rangle } är ett egentillstånd  
till N, det vill säga
{\displaystyle N|n\rangle =n|n\rangle }
(se vidare bra-ket-notation).
I så fall kommer operatorn X att förändra egenvärdet av {\displaystyle |n\rangle } för N med c:
| {\displaystyle NX\|n\rangle } | {\displaystyle {}=(XN+[N,X])\|n\rangle }       |
|                               | {\displaystyle {}=(XN+cX)\|n\rangle }          |
|                               | {\displaystyle {}=XN\|n\rangle +cX\|n\rangle } |
|                               | {\displaystyle {}=Xn\|n\rangle +cX\|n\rangle } |
|                               | {\displaystyle {}=(n+c)X\|n\rangle }           |

Vilket innebär att {\displaystyle X|n\rangle } är ett egentillstånd till N med egenvärde n + c. En ökande operator för N är en operator X för vilken c är reellt och positivt, och en minskande operator är en operator för vilken c är reellt och negativt.
Om N är en Hermitesk operator (och c är reellt) följer att Hermiteska adjungeringen av X uppfyller följande kommuteringsrelation:
{\displaystyle [N,X^{\dagger }]=-cX^{\dagger }.\,}
Speciellt, om X är en minskande operator för N, då är X† ("X dagger") en ökande operator för N (och tvärtom). För både den harmoniska oscillatorn och rörelsmängdsmomentet är X† definierad som skapelseoperatorn.